# Похожие
«Похожие»  (исп. Alike) — короткометражный 3D-анимационный фильм  2015 года, снятый Даниэлем Мартинесом Лара и Рафой Кано Мендесом.

## Сюжет
История отношений отца и его сына, которые живут в обществе, «где порядок и трудовая этика буквально душат цвет и креативность его жителей». Отец намерен вырастить своего ребёнка в рамках существующих традиций. Но вдруг он начинает сомневаться, правильно ли это — быть как все.
По мере того, как проходят одни и те же рутины, сын становится менее креативным и радостным, что делает их обоих несчастными, в результате чего оба они теряют свой цвет. Пока однажды отец не попытается осчастливить сына, посетив скрипача в парке, однажды столь вдохновившего мальчика. Однако его больше нет. Вместо этого отец встает в парке и повторяет представление музыканта и приносит счастье его сыну и ему самому.

## Производство
Создание мультфильма заняло 5 лет при  содействии бывшего студента-мультипликатора с помощью бесплатного приложения для 3D-анимации Blender.

## Награды
- Премия «Гойя» за лучший короткометражный мультипликационный фильм[3]
- Международный кинофестиваль в Анкоридже — приз за лучший анимационный фильм
- Международный кинофестиваль SediciCorto  — лучший короткометражный мультфильм для детей